# Partido Nacional Socialista Paraguayo
El Partido Nacional Socialista Paraguayo fue un partido político fundado en Paraguay en 1989. Constituyó el segundo movimiento de orientación neonazi en el país, tras el establecimiento en 1927 de una estructura vinculada al Nationalsozialistische Deutsche Arbeiterpartei (NSDAP) por migrantes alemanes radicados en territorio paraguayo.

Runa Odal.

Runa Algiz.

## Contexto
Ua parte de la comunidad alemana residente en Paraguay, junto con sus redes en la región, estableció vínculos con el partido. Algunos de sus miembros prestaron juramento en el extranjero y participaron en actividades políticas, desempeñando diversos roles dentro del movimiento.
El Partido Nacional Socialista Paraguayo fue reinscripto en 1989, pocos meses después del derrocamiento de la dictadura de Alfredo Stroessner. En ese contexto de transición política, los requisitos para la conformación y legalización de partidos fueron reducidos, con el objetivo de regularizar a diversas fuerzas políticas de oposición que habían sido proscritas durante el régimen militar.
La legalización de un partido con ideología nazi generó debate, aunque su impacto en la política nacional fue limitado. En las elecciones generales de mayo de 1993, se presentó con la lista 8, postulando la fórmula Ibáñez-García, y obtuvo alrededor del 0,03 % de los votos.
En el año 2000, tras un proceso judicial, el Poder Judicial paraguayo decretó la caducidad legal del partido y su suspensión de actividades, en el marco de una mayor regulación de los partidos políticos. Desde entonces, dejó de existir como una organización política formal, aunque sus antiguos miembros continuaron promoviendo sus ideas, especialmente a través de plataformas digitales.
Actualmente, existe un grupo denominado Paraguay Nacional Socialista (PNS), aunque se trata de un movimiento distinto, sin relación formal con el partido histórico.